# Sphenomorphus tanahtinggi
Espèce
Sphenomorphus tanahtinggi est une espèce de sauriens de la famille des Scincidae.

## Répartition
Cette espèce est endémique du Sabah en Malaisie orientale.

## Étymologie
Le nom spécifique tanahtinggi vient du malais tanah, le pays, la terre, et de tinggi, haut, en référence à la répartition de ce saurien.

## Publication originale
- Inger, Lian, Lakim & Yambun, 2001 : New species of the lizard genus Sphenomorphus (Lacertilia: Scincidae), with notes on ecological and geographic distribution of species in Sabah, Malaysia. Raffles Bulletin of Zoology, vol. 49, no 2, p. 181-189 (texte intégral).